# (8746) 1998 FL68
A (8746) 1998 FL68 a Naprendszer kisbolygóövében található aszteroida. A Lincoln Near-Earth Asteroid Research program keretében fedezték fel 1998. március 20-án.